# Estação Manquehue
A Estação Manquehue é uma das estações do Metrô de Santiago, situada em Santiago, entre a Estação Escuela Militar e a Estação Hernando de Magallanes. Faz parte da Linha 1.
Foi inaugurada em 07 de janeiro de 2010. Localiza-se no cruzamento da Avenida Apoquindo com a Avenida Manquehue. Atende a comuna de Las Condes.